# Massacre de Khodjaly
Le massacre de Khodjali a lieu dans la ville de Khodjali le 26 février 1992 pendant la première guerre du Haut-Karabagh. Il fait plusieurs centaines de victimes civiles.

## Le massacre
Human Rights Watch déclare dans un rapport que :

« Une grande partie de la population, accompagnée d’une bonne douzaine de combattants pour le repli, ont fui la ville à l’arrivée des troupes arméniennes. Lorsqu’ils se sont rapprochés de la frontière de l’Azerbaïdjan, ils ont dû passer devant un poste de contrôle arménien où ils ont tous été tués avec cruauté... Les soldats arméniens ont assassiné des civils sans arme et des soldats hors de combat sans défense et ils ont même parfois brûlé des maisons. »

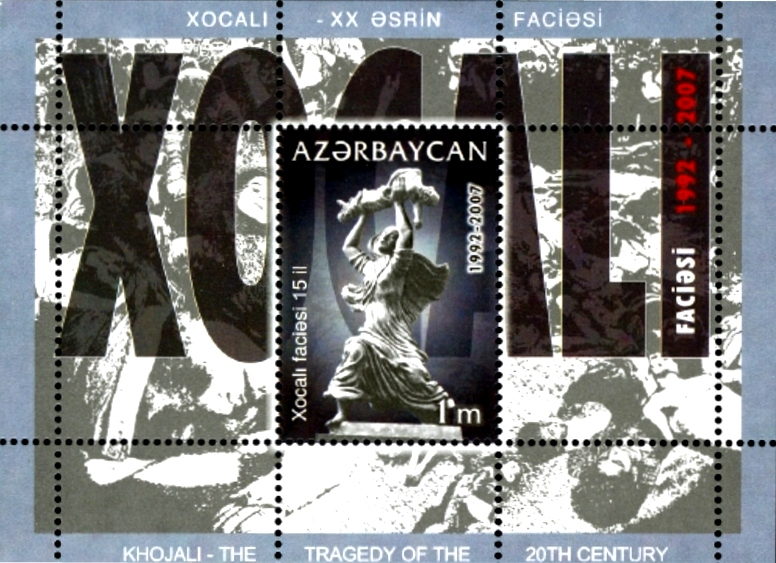
Bloc-feuillet postal azerbaïdjanais, 2007.

Selon les autorités azerbaïdjanaises, le massacre a été commis par les forces armées arméniennes, lesquelles auraient été aidées par le régiment no 366 de l'armée russe. Le nombre officiel de victimes fourni par les autorités azerbaïdjanaises s'élève à 613 personnes civiles, dont 106 femmes et 83 enfants.
Du côté arménien, on rapporte que le massacre est une conséquence des opérations militaires de guerre, en partie dû au fait que les forces azerbaïdjanaises ont empêché l'évacuation des habitants de la ville ou se sont mêlées aux réfugiés,. Les Arméniens déclarent également que la plupart de ceux qui ont pu s'enfuir grâce au couloir humanitaire ont été tués par les Azerbaïdjanais lorsqu'ils passèrent par Agdam, et cela a priori pour des raisons politiques. Des sources azerbaïdjanaises sont citées en appui (ainsi que des accusations de falsification photographiques), comme cette déclaration d'Ayaz Mutalibov, président azerbaïdjanais au moment des faits, au journal russe Novoie Vremia (6 mars 2001) : « Il est clair que l'exécution de civils à Khodjaly fut organisée afin de légitimer un renversement en Azerbaïdjan ».
Cette version, mettant en cause l'armée azerbaïdjanaise, est également confirmée par différents journalistes azerbaïdjanais. Ainsi, Eynulla Fatullayev, fondateur de Realny Azerbaïdjan et de Gundalik Azerbaïdjan, publie un article dans lequel il affirme que les forces armées azerbaïdjanaises partagent avec l’armée arménienne la responsabilité de la mort des centaines de victimes civiles tuées lors de l’attaque de Khodjaly. Cet article vaut au journaliste une condamnation à deux ans et demi de prison pour diffamation et insultes envers les Azerbaïdjanais.
Cependant, dans une interview accordée à Thomas de Waal (24 février 2012), journaliste et écrivain britannique, Serge Sarkissian, président arménien, reconnait que l'armée arménienne a massacré des civils azerbaïdjanais à Khodjaly, en ajoutant : « (…) Avant Khodjaly, les Azerbaïdjanais pensaient qu’ils plaisantaient avec nous, ils pensaient que les Arméniens étaient des gens qui ne pouvaient pas lever la main contre la population civile. Nous avons pu briser cela [stéréotype]. Et c’est ce qui s’est passé. Et nous devons également tenir compte du fait que parmi ces gens se trouvaient des personnes qui avaient fui Bakou et Sumgaït. ».
Le directeur exécutif de Human Rights Watch déclare de son côté : « De nombreux habitants  de Khodjaly ont été alertés de l'imminence d'une opération militaire, les forces arméniennes ayant fait parvenir un ultimatum à Alif Gajiyev, alors chef de la milice de Khodjaly, qui avertit à leur tour les civils [...] les membres de la milice en retraite ont fui Khodjaly en se mêlant à de grands groupes de civils [...] ayant gardé armes et uniformes, les miliciens azerbaïdjanais peuvent être considérés comme des combattants, et ont ainsi mis en danger les civils. Nous considérons toutefois les forces arméniennes du Karabakh comme responsables directes des victimes civiles car ni notre rapport, ni celui de Memorial ne comportent de preuves soutenant l'argument que les forces azerbaïdjanaises empêchèrent la fuite de civils azerbaïdjanais ou tirèrent sur eux [...] Ainsi une partie qui disperse ces combattants parmi les civils en fuite met ces civils en danger et viole ainsi son obligation de protéger ses propres civils... Toutefois, la partie attaquante, c'est-à-dire les forces arméniennes du Karabagh, est tenue de prendre les mesures de précaution nécessaires en vue d'éviter ou de limiter le nombre de victimes civiles. En particulier, cette partie doit suspendre son offensive s'il devient apparent que l'attaque peut causer un nombre de victimes excessif par rapport à l'avantage militaire anticipé. »
Le massacre de Khodjaly est décrit par Human Rights Watch comme étant « le plus grand massacre dans le conflit » du Haut-Karabagh. En ce qui concerne le nombre de civils tués au cours du massacre, Human Rights Watch affirme « qu'il n'y a pas de chiffres exacts sur le nombre de victimes parmi les civils azerbaïdjanais étant donné que les forces arméniennes du Karabagh prirent le contrôle de la région après le massacre ». Un rapport réalisé par Human Rights Watch en 1993 fait état d'au moins 161 morts. D'après Human Rights Watch, alors qu'il est largement admis que 200 Azéris ont été tués, il se pourrait qu'entre 500 et 1 000 aient trouvé la mort.
Selon le chef de la délégation de la Croix-Rouge François Zen Ruffinen, interrogé par le Los Angeles Times le 12 juin 1992 : « 580 corps ont été reçus à la mosquée d'Agdam en provenance de Khodjaly, la plupart d'entre eux étant des civils. Nous n'avons pas compté les corps. Mais le chiffre semble réaliste. Il n'est pas fantaisiste. Nous en avons une idée puisque nous avons fourni les housses mortuaires et les produits pour laver les morts. »

## Qualification par le gouvernement azerbaïdjanais
Ce massacre est appelé par le gouvernement azerbaïdjanais « génocide de Khodjaly », comme en témoigne la déclaration écrite no 324 soumise par des membres de l'Assemblée parlementaire du Conseil de l'Europe. Cette déclaration, qui a recueilli 30 signatures (dont 20 représentant les délégués azerbaïdjanais et turcs) sur les 618 délégués du Conseil de l'Europe affirme que « les Arméniens ont massacré l'entière population de Khodjaly et ont totalement détruit la ville » et appelle l'Assemblée du Conseil de l'Europe à reconnaître le massacre de Khodjaly comme faisant partie du « génocide perpétré par les Arméniens contre la population azérie ».
L'utilisation du terme de génocide pour qualifier les événements de Khodjaly n'a pas été retenue par les Nations unies, dont le Conseil de sécurité a adopté en 1993 la résolution 874 où il est fait allusion à des violations du droit humanitaire international avec mise en garde « à toutes les parties », sans aucune autre précision.